# Gompholobium pinnatum
Gompholobium pinnatum är en ärtväxtart som beskrevs av James Edward Smith. Gompholobium pinnatum ingår i släktet Gompholobium och familjen ärtväxter. Inga underarter finns listade i Catalogue of Life.